# Якщо в лісі падає дерево

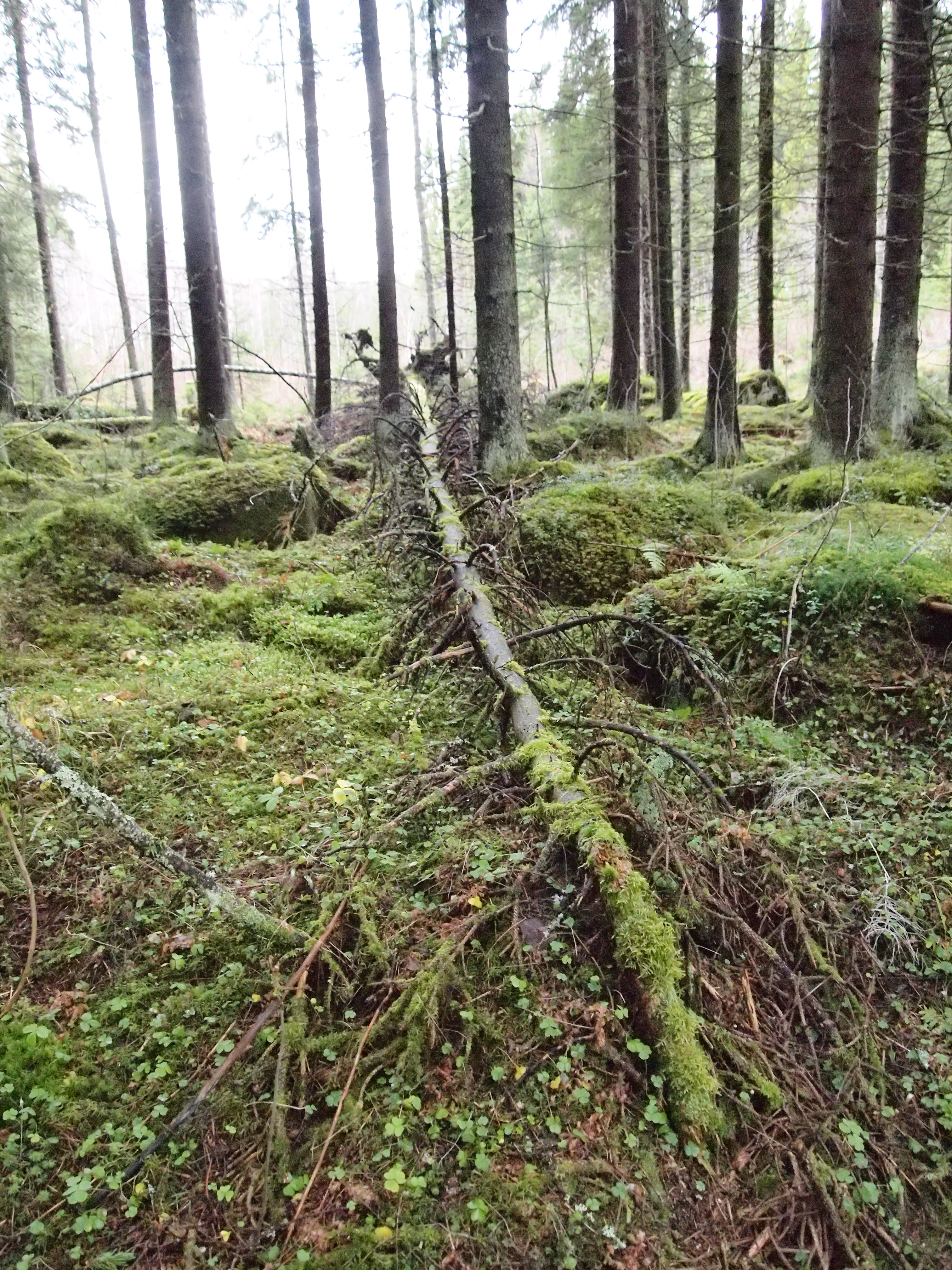
Повалене дерево в лісі.

«Якщо в лісі падає дерево, але навкруги немає нікого, хто мав би змогу почути, чи долинається якийсь звук?» — це філософський мисленнєвий експеримент, який порушує питання про спостереження та пізнання реальності.

## Історія
Філософ Джордж Берклі у своїй праці «Трактат про принципи людського пізнання» (1710 р.) зазначає наступне: «Але, скажемо вам безперечно, для мене немає нічого простішого, ніж уявити собі дерева, наприклад, у парку […] і без того, щоб навколо не було нікого, хто міг би їх сприймати» [… об'єкти відчуття, які існують лише тоді, коли їх сприймають; дерева, отже, знаходяться в саду […] не більше, ніж тоді, коли поруч є хтось, хто може їх сприймати" (важливо зазначити, що цитата зі статті 45, безперечно, є викладенням заперечення Берклі, а не його проголошенням). Попри це, Берклі, по суті, ніколи не писав на цю тему.
Через кілька років підіймається те ж саме питання. Невідомо, чи належить це питання Берклі, чи ні. У червні 1883 року в газеті «Chautauquan» було оголошено проблема: «Якщо дерево падало на острові, де не було людей, які могли б його побачити, то чи справді воно падало?». За цим йде відповідь: «Ні. Звук — це відчуття, що виникає у вусі, коли повітря або інше середовище приводиться в рух». З цього випливає, що питання поставлене не з філософської точки зору, а з суто наукового підходу. Журнал «Scientific American» підтвердив технічний аспект питання, залишивши поза увагою філософську сторону, роком пізніше, коли поставив під сумнів дещо переформульовану версію: «Якби дерево падало на безлюдному острові, чи був би звук?». І дав технічну відповідь: «Звук — це вібрація, що передається до наших органів чуття через вушний механізм і розпізнається як звук лише в наших нервових центрах. Падіння дерева або будь-яке інше порушення призведе до вібрації повітря. Якщо немає вуха, щоб чути, то не буде і звуку»
Відомо, що Альберт Айнштайн запитав свого колегу-фізика і друга Нільса Бора, одного із засновників квантової механіки, чи справді він вірить, що «Місяць не існує, якщо на нього ніхто не дивиться». На це Бор відповів, що як би він (Айнштайн) не намагався, йому не вдасться довести те, що він робить, тим самим надавши всій цій головоломці статус якоїсь непогрішимої здогадки — такої, яку не можна ні довести, ні спростувати.
Нинішнє формулювання, як видається, з'явилося в книзі «Фізика» Чарльза Ріборга Манна і Джорджа Ренсома Твісса, виданій у 1910 році. Питання «Коли дерево падає в самотньому лісі, і жодна тварина не знаходиться поблизу, щоб почути його, чи видає воно звук? Чому?» ставиться разом з багатьма іншими питаннями, щоб перевірити читачів за змістом глави, і, як таке, ставиться з суто фізичної точки зору.

## Метафізика

### Можливість неусвідомленого існування
Чи може щось існувати, не бувши усвідомленим? — напр., «чи є звук звуком лише тоді, коли людина його чує?».
Найближча філософська тема, яку підіймає загадка, стосується існування дерева (і звуку, який воно видає) поза межами людського сприйняття. Якщо ніхто не бачить, не чує, не торкається і не відчуває запаху дерева, то як можна стверджувати, що воно існує? Як можна говорити про існування того, що невідоме? Звичайно, з наукової точки зору, воно існує, і саме людина здатна його сприймати. Джордж Берклі у 18 столітті розробив суб'єктивний ідеалізм, метафізичну теорію для відповіді на поставленні питання, яка відома під назвою «бути — означає усвідомлювати». Сьогодні метафізики розділилися. Згідно з теорією субстанції, субстанція відрізняється від своїх властивостей, тоді як згідно з теорією снопів, об'єкт — це лише його чуттєві дані. Спрощене визначення звуку — це чутний шум. Дерево буде видавати звук, навіть якщо його ніхто не почує, просто тому, що його можна було б почути.
Відповідь на це питання залежить від визначення звуку. Ми можемо визначити звук як наше сприйняття коливань повітря. Отже, звук не існує, якщо ми його не чуємо. Коли падає дерево, його рух згойдує повітря і поширює повітряні хвилі. Це фізичне явище, яке можна виміряти іншими приладами, окрім наших вух, існує незалежно від людського сприйняття (бачення чи слуху). Отже, хоча дерево, що падає в лісі, створює повітряні хвилі, воно не створює звуку, якщо людина не перебуває на відстані, де повітряні хвилі достатньо сильні, щоб людина могла їх сприйняти. Однак, якщо ми визначимо звук як самі хвилі, то звук буде відтворюватися.
Таким чином не слід плутати поняття звуку, яке може позначати дві різні речі. Якщо ми тлумачимо звук як хвилі, то яким словом ми будемо називати «звук», який ми чуємо? Тут ми говоримо про різне. Для каменя, камінь відчуває тільки повітряні хвилі. Звук для каменя не має сенсу. Тому що камені не можуть перетворювати повітряні хвилі на звук. Звичайно, ми будемо використовувати звук як те, що ми чуємо. Тоді хвилі між джерелом вібрації і нашими вухами не слід також називати словом «звук». Це просто повітряні хвилі. Це фізичний аргумент, а не філософський.

### Пізнання невидимого світу
Чи можемо ми припустити, що невидимий світ функціонує так само як і видимий? — тобто, «чи впливає спостереження на отримання результату?».

Аналогічне питання не стосується того, чи відбувається неспостережувана подія передбачувано, подібно до того, як це відбувається, коли вона спостерігається. Антропний принцип припускає, що спостерігач, просто своїм існуванням, може накладати на спостережувану реальність свій відбиток. Однак більшість людей, як і вчених, припускають, що спостерігач не змінюється від того, чи викликає падіння дерева звук, чи ні, але це твердження неможливо довести. Однак багато вчених стверджують, що справді неспостережувана подія — це подія, яка не має ніякого впливу (не передає ніякої інформації) на будь-яку іншу (де «іншою» може бути, наприклад, людина, звукозаписуючий пристрій або камінь), тому вона не може мати наслідків у теперішньому (або триваючому) ширшому фізичному світі. Тоді можна визнати, що неспостережувана подія була абсолютно ідентичною події, яка взагалі не відбулася. Звичайно, той факт, що дерево, як відомо, змінило стан з «вертикального» на «повалене», означає, що подія повинна спостерігатися, щоб взагалі ставити питання — навіть якщо тільки передбачуваному глухому спостерігачеві. Британський філософ науки Рой Бхаскар, якому приписують розвиток критичного реалізму, стверджував, очевидно, посилаючись на цю загадку, що: 
Якби люди перестали існувати, звук продовжував би поширюватися, а важкі тіла падали б на землю точно так само, хоча ex hypothesis не було б нікого, хто б про це знав.
Згадане існування неспостережного реального є невіддільною частиною онтології Бхаскара, яка стверджує (на противагу різним напрямкам позитивізму, які домінували як у природничих, так і в соціальних науках у XX столітті), що «реальні структури існують незалежно від фактичних моделей подій і часто не відповідають їм». У соціальних науках це зробило його підхід популярним серед сучасних марксистів, зокрема Алекса Каллінікоса, які постулюють існування реальних соціальних сил і структур, які не завжди можна спостерігати.

### Розбіжність між відчуттям і реальністю
Яка різниця між тим, що є, і тим, як воно відображається? — напр., «звук — це коливання тиску, що поширюється у речовині у вигляді хвилі».
Мабуть, найважливішою темою, яку пропонує загадка, є поділ між сприйняттям об'єкта і тим, яким об'єкт є насправді. Якщо дерево існує поза нашим сприйняттям, то ми не можемо знати, що воно існує. Тоді що ми маємо на увазі під «існуванням», яка різниця між сприйняттям і реальністю? Також люди можуть сказати, що якщо дерево існує поза сприйняттям (як підказує здоровий глузд), то воно буде виробляти звукові хвилі. Однак ці звукові хвилі насправді не будуть ні на що не схожі. Звук, як його розуміють технічно, буде, але звуку, як його розуміють відчуття, не буде. Звідки ж тоді відомо, що «звук, як його розуміють технічно», виникне, якщо цей звук не сприймається?

## Відображення в культурі
Канадський співак, громадський активіст та екоактивіст Брюс Кокберн порушує згадане питання у заспіві пісні «If a Tree Falls» зі свого альбому 1988 року «Big Circumstance».